# Ad Knippels
 (février 2019).
Si vous disposez d'ouvrages ou d'articles de référence ou si vous connaissez des sites web de qualité traitant du thème abordé ici, merci de compléter l'article en donnant les références utiles à sa vérifiabilité et en les liant à la section « Notes et références ».
Ad Knippels, né en 1971 aux Pays-Bas,, est un acteur néerlandais.

## Filmographie
Sauf indication contraire, les informations mentionnées dans cette section peuvent être confirmées par la base de données cinématographiques IMDb,  présente dans la section « Liens externes ».

### Cinéma et téléfilms
- 1995-1997 : 12 steden, 13 ongelukken (nl) : Aart
- 1997 : Liefde en geluk (nl) : Bob
- 1998 : Un homme et son chien réalisé par Annette Apon (de) : l'officier de police
- 2000 : De zaak Braun (téléfilm) : l'interrogateur
- 2000 : Lek : l'agent Erik
- 2002 : Ernstige delicten (nl) : Bert Sanders
- 2002 : Comme ça vous chante, madame la gouvernante (Ja zuster, nee zuster) : l'homme du SRV
- 2003 : Brush with Fate (en) : le boulanger à Delft
- 2003 : Wet & Waan (nl) : Igor
- 2004 : Zoenen of schoppen (téléfilm) : le maître
- 2005 : Lepel (nl) : le vendeur
- 2005 : Allerzielen (nl) : Wilders
- 2005 : Enneagram : Blankert, le détective privé
- 2005 : Keyzer & De Boer Advocaten : Walter Maas
- 2005 : Baantjer : Peter Bakema
- 2006 : Intensive Care (nl) : le docteur Giel Pieéte
- 2006 : Spoorloos verdwenen (nl) : Bram Vechter
- 2006 : Grijpstra & de Gier (nl) : Richard van der Meer
- 2007 : Alles is liefde : Max
- 2007 : Zadelpijn (nl) : l'homme mortuaire
- 2009 : De fraseur (court métrage) : De fraseur
- 2009 : De storm (nl) : le médecin militaire
- 2009 : Zara : Berco
- 2010 : Ciske de Rat - de Musical (nl) : Muysken
- 2011 : Rembrandt en ik (nl) : le pasteur
- 2011-2018 : Flikken Maastricht : deux rôles (Henk de Waal et le directeur)
- 2012 : De Marathon : le postier
- 2012 : Het bombardement (nl) : le contrôleur en chef
- 2012-2013 : Dokter Tinus : Jurriaan Buske
- 2013 : Levenslied (nl) : le propriétaire de l'agence de voyages
- 2013 : Dokter Deen (nl) : Van Doorn
- 2014 : Lucia de B. : Theo Bakker
- 2014 : A'dam - E.V.A. (nl) : Baas Rammel
- 2014-2015 : Moordvrouw : Ko van Splunteren
- 2015 : SpangaS : Gabriël de Klerk
- 2016 : Knielen op een bed violen (nl) : Ds. Laarman
- 2016 : De helleveeg (nl) : le policier
- 2016 : Flikken Rotterdam (nl) : De Bakker, le détective d’État
- 2016-2017 : Riphagen : Portier Bourse du travail
- 2016 : Centraal Medisch Centrum (nl) : monsieur Kramer
- 2016 : La Famiglia (nl) : le client
- 2017 : Hotel de grote L (nl) : le client de l'hôtel
- 2017-2018 : Klem (nl) : Willem Wagenaar